# 제프리 조던

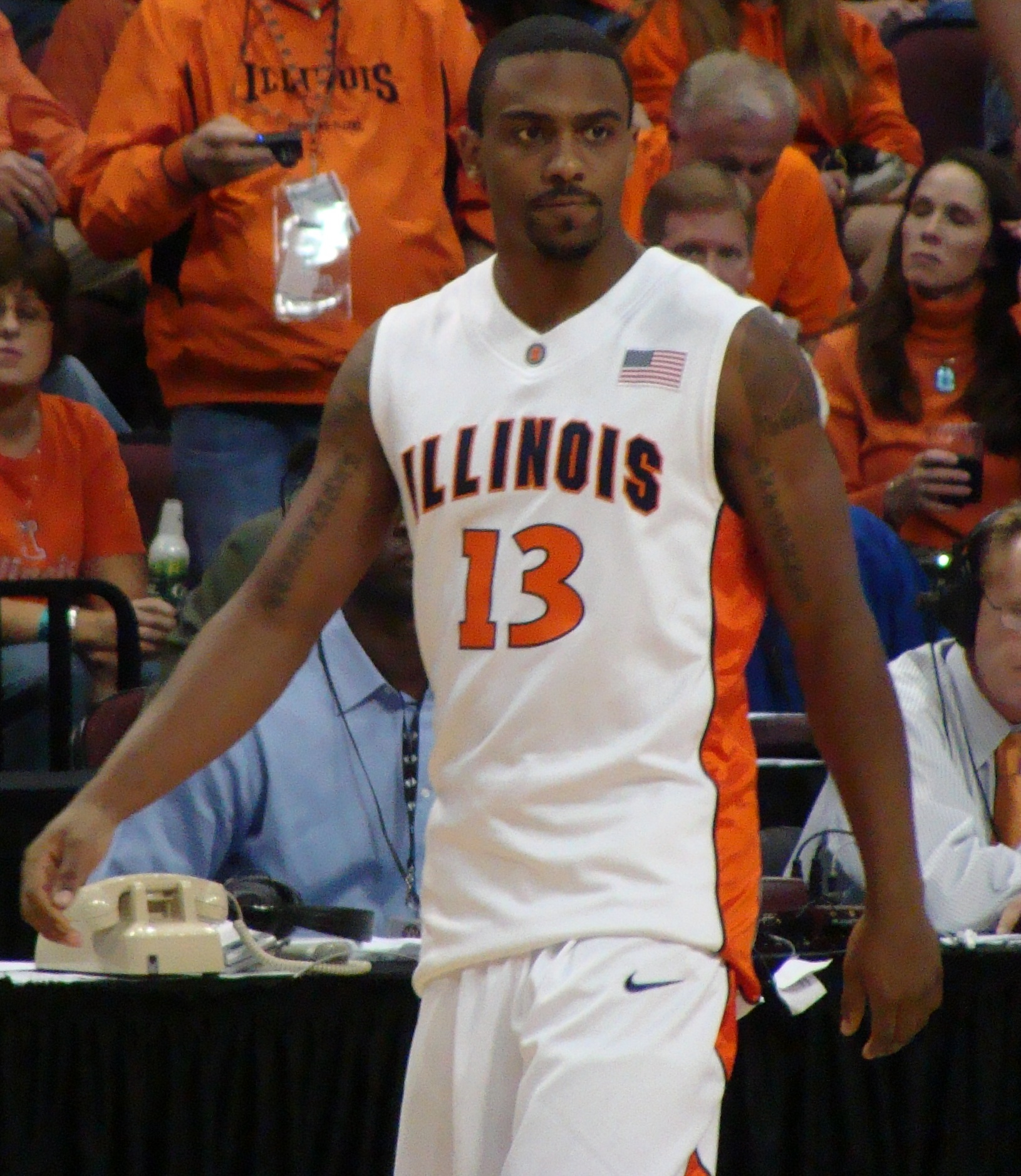

제프리 마이클 조던 (1988년 11월 18일 ~)은 센트럴 플로리다 나이츠 대학교와 일리노이 파이팅 일 리니 대학교에서 뛰었던 미국의 전 농구 선수이다. 조던은 은퇴한 네이스미스 농구 명예의 전당 농구 선수 마이클 조던의 장남이다.

## 가족
제프리는 다섯 자녀 중 가장 나이가 많았다. 그의 형제자매는 마커스 조던과 재스민 조던이며, 아버지는 재혼해 두 번째 아내와 함께 쌍둥이 딸 이사벨과 빅토리아를 낳았다. 그의 친부모는 조던이 어렸을 때 라스베이거스의 결혼식 예배당에서 결혼한 후 고등학교 때 이혼했다. 그들은 세 자녀의 양육권을 공유했다.
2013년 11월 4일 조던은 오리건주 포틀랜드에 거주하며 나이키의 경영 교육 프로그램에 참여했다.
2018년에 조던과 그의 여자친구인 라디나 아네바는 약혼을 발표하고 2019년 5월에 결혼했다.

## 대중 문화에서
1996년 영화 스페이스 잼에서 조던은 매너 워싱턴에 의해 묘사되었다.